# Sexto Pompeyo Festo
Sexto Pompeyo Festo (en latín, Sextus Pompeius Festus) fue un gramático romano del siglo II d. C., seguramente nacido en Narbo (Narbona), de Galia.
Escribió un epítome de 20 volúmenes, De Significatione Verborum, una especie de enciclopedia sobre historia, latín y mitología que sería el resumen de una obra más amplia: De Verborum Significatu  de Marco Verrio Flaco, que no ha llegado a nuestros días, como tampoco el epítome de Festo más que parcialmente y deteriorado, aunque este fue resumido y mencionado por Pablo el Diácono. Se han hallado también fragmentos de Festo en manuscritos de Pomponio Leto.